# الوییر، کورینتس
الوییر، کورینتس (به اسپانیایی: Alvear, Corrientes) یک منطقهٔ مسکونی در آرژانتین است که در General Alvear Department, Corrientes واقع شده‌است.

## خصوصیات
الوییر ۷٬۹۱۷ نفر جمعیت دارد و ۴۸ متر بالاتر از سطح دریا واقع شده‌است.